# Ooctonus australensis
Ooctonus australensis är en stekelart som beskrevs av Perkins 1905. Ooctonus australensis ingår i släktet Ooctonus och familjen dvärgsteklar. Inga underarter finns listade i Catalogue of Life.